# إم هيون شك
إم هيون شك (1 1 1945) ممثل من كوريا الجنوبية . إشتهر بدور والد جانغ غم بالتبني في مسلسل جوهرة القصر.

## روابط خارجية
- Im Hyun-sik في هانسينما
- Im Hyun-sik على قاعدة بيانات الأفلام الكورية
- إم هيون شك على موقع IMDb (الإنجليزية)
- إم هيون شك على موقع قاعدة بيانات الفيلم (الإنجليزية)